# 榎本崇宏
榎本崇宏（えのもと たかひろ）は、日本の音響監督。近年はえのもと たかひろ（たかひょろ）、かえるぽんぷ名義で活動している。かつてはドリーム・フォースに所属していた。

## 参加作品
※ 特記のない限り全て音響監督としての参加

### 榎本崇宏名義

#### テレビアニメ
2003年
- 魔獣戦線 THE APOCALYPSE

2004年
- 流星戦隊ムスメット（音響制作）

2005年
- UG☆アルティメットガール（音響制作）

2006年
- 乙女はお姉さまに恋してる
- 半分の月がのぼる空

2007年
- こどものじかん（音響制作）
- ロビーとケロビー

2011年
- テレビまんが 昭和物語（音響制作）

#### OVA
2002年
- アーケードゲーマーふぶき（音響制作）
- こすぷれCOMPLEX（音響制作）

2003年
- DARCROWS
- HAND MAID マイ

2004年
- 低俗霊DAYDREAM（音響制作）

2005年
- V・B・ローズ（録音演出）
- レクイエム

2006年
- 永遠のアセリア（音響制作）

2007年
- STRAIT JACKET

#### ドラマCD

##### BLCD
- 愛だけ★足りない（音響制作）
- 海ニ眠ル花
- 彼は無慈悲な夜の帝王（演出）
- 黒羽と鵙目（音響演出）
- 少年のフェロモン
- しょせんケダモノシリーズ
  - しょせんケダモノ 2 妖狐、につまる（音響制作）
  - しょせんケダモノ 3 竜王の花嫁（制作担当）
  - しょせんケダモノ 特別編 竜王の花嫁特別編（制作担当）
  - しょせんケダモノ 番外編 双孤月下に微笑む（音響演出）
- 新・世紀末★ダーリン（音響制作担当）
- ステディースタディ
- 黄昏に花（音響制作）
- 龍川和トスペシャルセット（制作）
- 中国ラブアタック（音響制作）
- 東京野蛮人
- HANON（音響制作）
- ヒ・ミ・ツの家庭教師（音響制作担当）
- Fragrance Taleシリーズ
  - Fragrance Tale 1 エバーラスティング・ノート（音響制作）
  - Fragrance Tale 2 Naoverie〜ナーヴェリ－〜（アフレコ演出）
- ポワソンダヴリル〜magie〜（担当）
- LOVE SEEKER 2（制作）
- Lovin' you
- 竜の遺言
- わがままプリズナー（音響制作）
- 悪 〜WARU〜

#### その他
- みどりのくにのこえだちゃん（選曲）

### えのもとたかひろ名義

#### テレビアニメ
2010年
- おまもりひまり
- 祝福のカンパネラ

2011年
- 俺たちに翼はない

2013年
- アウトブレイク・カンパニー

2014年
- 俺、ツインテールになります。
- 曇天に笑う

2015年
- ビキニ・ウォリアーズ
- 緋弾のアリアAA

2016年
- ワガママハイスペック

2017年
- アイドル事変
- お見合い相手は教え子、強気な、問題児。
- ひなろじ〜from Luck & Logic〜

2018年
- からかい上手の高木さん
- じょしおちっ!〜2階から女の子が…降ってきた!?〜[2]
- 終電後、カプセルホテルで、上司に微熱伝わる夜。

2019年
- パパだって、したい[3]
- 洗い屋さん!〜俺とアイツが女湯で!?〜[4]
- からかい上手の高木さん2
- 指先から本気の熱情-幼なじみは消防士-
- XL上司。[5]

2020年
- おーばーふろぉ[6]
- 俺の指で乱れろ。〜閉店後二人きりのサロンで…〜

2021年
- じみへんっ!!〜地味子を変えちゃう純異性交遊〜[7]
- 指先から本気の熱情2-恋人は消防士-

2022年
- からかい上手の高木さん3

#### 劇場アニメ
2022年
- 劇場版 からかい上手の高木さん

#### OVA
2011年
- 祝福のカンパネラ

#### Webアニメ
2013年
- ぷちます! -プチ・アイドルマスター-

2014年
- ぷちます!! -プチプチ・アイドルマスター-

#### ドラマCD
- おとまりHONEY（演出）
- ファタモルガーナの館（監督）

#### BLCD
- オマケの王子様（演出）
- 勘弁してくれ（演出）
- 純情シリーズ（演出）
  - 純情（演出）
  - 純情2（演出）
- 贖罪（演出）
- 新釈 鏡花あやかし秘帖
- その手の熱を重ねて（演出）
- DARLING 2（演出）
- DARLING 単行本3巻限定版（演出）
- 花がふってくる（演出）
- 陽だまりに吹く風（演出）
- 微熱の果実〜バタフライ・スカイ〜（演出）
- 不測ノ恋情（演出）
- 不埒なスペクトル（演出）
- ポルノスーパースター（演出）
- ロマンスの王子様（演出）

#### その他
- アニコミ「女体化した僕を騎士様達がねらってます」